# Liste der Bodendenkmäler in Roding
Auf dieser Seite sind die Bodendenkmäler in der Oberpfälzer Stadt Roding zusammengestellt. Diese Tabelle ist eine Teilliste der Liste der Bodendenkmäler in Bayern. Grundlage ist die Bayerische Denkmalliste, die auf Basis des Bayerischen Denkmalschutzgesetzes vom 1. Oktober 1973 erstmals erstellt wurde und seither durch das Bayerische Landesamt für Denkmalpflege geführt wird. Die folgenden Angaben ersetzen nicht die rechtsverbindliche Auskunft der Denkmalschutzbehörde.

## Bodendenkmäler der Gemeinde Roding

### Gemarkung Altenkreith
| Lage                   | Objekt                                                                               | Akten-Nr.     | Bild |
| ---------------------- | ------------------------------------------------------------------------------------ | ------------- | ---- |
| Altenkreith (Standort) | Archäologische Befunde des abgegangenen frühneuzeitlichen Schlosses von Altenkreith. | D-3-6740-0020 |      |

### Gemarkung Braunried
| Lage                 | Objekt | Akten-Nr.     | Bild |
| -------------------- | --- | ------------- | ---- |
| Braunried (Standort) | Mesolithische Freilandstation, Siedlungen der Jungsteinzeit und der Latènezeit.                             | D-3-6840-0004 |      |
| Braunried (Standort) | Mesolithische Freilandstation, Siedlungen der Jungsteinzeit und der Frühlatènezeit.                         | D-3-6840-0005 |      |
| Braunried (Standort) | Mesolithische Freilandstation, metallzeitliche, wohl bronzezeitliche Siedlung.                              | D-3-6840-0006 |      |
| Braunried (Standort) | Mesolithische Freilandstation, vorgeschichtliche Siedlung.                                                  | D-3-6840-0024 |      |
| Braunried (Standort) | Endpaläolithische und mesolithische Freilandstationen, Siedlungen der Jungsteinzeit und der Spätlatènezeit. | D-3-6840-0026 |      |
| Braunried (Standort) | Mesolithische Freilandstation, vorgeschichtliche Siedlung.                                                  | D-3-6840-0027 |      |
| Braunried (Standort) | Mesolithische Freilandstation, vorgeschichtliche Siedlung.                                                  | D-3-6840-0028 |      |

### Gemarkung Fronau
| Lage              | Objekt | Akten-Nr.     | Bild |
| ----------------- | --- | ------------- | ---- |
| Fronau (Standort) | Mesolithische Freilandstation, vorgeschichtliche Siedlung. | D-3-6740-0014 |      |
| Fronau (Standort) | Archäologische Befunde des Mittelalters und der frühen Neuzeit im Bereich der Katholischen Filialkirche St. Stephan in Fronau, darunter die Spuren von Vorgängerbauten bzw. älterer Bauphasen. | D-3-6740-0016 |      |

### Gemarkung Kalsing
| Lage               | Objekt | Akten-Nr.     | Bild |
| ------------------ | --- | ------------- | ---- |
| Kalsing (Standort) | Mesolithische Freilandstation, mittelbronzezeitliche Siedlung.                                                       | D-3-6841-0030 |      |
| Kalsing (Standort) | Mesolithische Freilandstation, vorgeschichtliche Siedlung.                                                           | D-3-6841-0031 |      |
| Kalsing (Standort) | Mittelalterlicher Burgstall mit der Katholischen Nebenkirche und ehemaligen Burgkapelle St. Bartholomäus in Kalsing. | D-3-6841-0036 |      |
| Kalsing (Standort) | Siedlung der Jungsteinzeit.                                                                                          | D-3-6841-0038 |      |

### Gemarkung Mitterdorf
| Lage                  | Objekt | Akten-Nr.     | Bild |
| --------------------- | --- | ------------- | ---- |
| Mitterdorf (Standort) | Bestattungsplatz vor- und frühgeschichtlicher Zeitstellung oder des Mittelalters.                                                                                      | D-3-6741-0014 |      |
| Mitterdorf (Standort) | Mesolithische Freilandstation, Siedlungen der Stichbandkeramik, der Urnenfelderzeit, der Latènezeit und der späten römischen Kaiserzeit bzw. der Völkerwanderungszeit. | D-3-6840-0020 |      |
| Mitterdorf (Standort) | Archäologische Befunde der frühen Neuzeit im Bereich der Katholischen Wallfahrtskirche Unsere Liebe Frau in Heilbrünnl.                                                | D-3-6840-0064 |      |
| Mitterdorf (Standort) | Mesolithische Freilandstation, spätbronzezeitliche Siedlung. | D-3-6841-0046 |      |

### Gemarkung Neubäu
| Lage              | Objekt | Akten-Nr.     | Bild |
| ----------------- | --- | ------------- | ---- |
| Neubäu (Standort) | Spätpaläolithische und mesolithische Freilandstation.                                                              | D-3-6740-0003 |      |
| Neubäu (Standort) | Untertägige Befunde des frühneuzeitlichen Vorgängerbaus der Katholischen Pfarrkuratiekirche Mariä Namen in Neubäu. | D-3-6740-0028 |      |

### Gemarkung Obertrübenbach
| Lage                      | Objekt | Akten-Nr.     | Bild |
| ------------------------- | --- | ------------- | ---- |
| Obertrübenbach (Standort) | Mittelalterlicher Erdstall.                                                                                         | D-3-6841-0039 |      |
| Obertrübenbach (Standort) | Mittelalterlicher Burgstall mit der ehemaligen Burgkapelle St. Peter und Paul und einem mittelalterlichen Erdstall. | D-3-6841-0040 |      |
| Obertrübenbach (Standort) | Mittelalterlicher Erdstall.                                                                                         | D-3-6841-0041 |      |

### Gemarkung Regenpeilstein
| Lage                      | Objekt | Akten-Nr.     | Bild |
| ------------------------- | --- | ------------- | ---- |
| Regenpeilstein (Standort) | Archäologische Befunde des Mittelalters und der frühen Neuzeit im Bereich der Burg Regenpeilstein.                                         | D-3-6840-0036 |      |
| Regenpeilstein (Standort) | Archäologische Befunde der frühen Neuzeit im Bereich der Katholischen Nebenkirche zum gegeißelten Heiland, sog. Klause, in Regenpeilstein. | D-3-6840-0141 |      |
| Regenpeilstein (Standort) | Mesolithische Freilandstation. | D-3-6841-0044 |      |
| Regenpeilstein (Standort) | Mesolithische Freilandstation. | D-3-6841-0045 |      |

### Gemarkung Roding
| Lage              | Objekt | Akten-Nr.     | Bild |
| ----------------- | --- | ------------- | ---- |
| Roding (Standort) | Archäologische Befunde des Mittelalters und der frühen Neuzeit im historischen Stadtkern von Roding. | D-3-6841-0007 |      |
| Roding (Standort) | Neolithische Siedlung. | D-3-6841-0009 |      |
| Roding (Standort) | Mesolithische Freilandstation, neolithische Siedlung, mittelalterliche und neuzeitliche Hofwüstung Richterhof. | D-3-6841-0017 |      |
| Roding (Standort) | Mesolithische Freilandstation. | D-3-6841-0035 |      |
| Roding (Standort) | Mesolithische Freilandstation, vorgeschichtliche Siedlung. | D-3-6841-0048 |      |
| Roding (Standort) | Archäologische Befunde des Mittelalters und der frühen Neuzeit im Bereich der Katholischen Pfarrkirche St. Pankratius und der Kapellen St. Anna und St. Joseph in Roding, darunter die Spuren von Vorgängerbauten bzw. älterer Bauphasen. | D-3-6841-0139 |      |
| Roding (Standort) | Archäologische Befunde der spätmittelalterlichen und frühneuzeitlichen Marktbefestigung von Roding mit Mauer, teils vorgelagertem Graben und vier abgegangenen Toren.                                                                     | D-3-6841-0140 |      |
| Roding (Standort) | Mittelalterlicher Erdstall. | D-3-6841-0141 |      |

### Gemarkung Strahlfeld
| Lage                  | Objekt | Akten-Nr.     | Bild |
| --------------------- | --- | ------------- | ---- |
| Strahlfeld (Standort) | Mittelalterlicher Turmhügel.                                                                                       | D-3-6740-0004 |      |
| Strahlfeld (Standort) | Archäologische Befunde im Bereich der mittelalterlichen Burgruine Schwärzenberg.                                   | D-3-6740-0012 |      |
| Strahlfeld (Standort) | Archäologische Befunde des Mittelalters und der frühen Neuzeit im Bereich der Ruine Schellerlhof.                  | D-3-6740-0013 |      |
| Strahlfeld (Standort) | Archäologische Befunde des Mittelalters und der frühen Neuzeit im Bereich des ehemaligen Schlosses von Strahlfeld. | D-3-6741-0076 |      |

### Gemarkung Trasching
| Lage                 | Objekt                                                                 | Akten-Nr.     | Bild |
| -------------------- | ---------------------------------------------------------------------- | ------------- | ---- |
| Trasching (Standort) | Mesolithische Freilandstation, vorgeschichtliche Siedlung.             | D-3-6840-0015 |      |
| Trasching (Standort) | Abgegangene Ortskirche von Trasching (1854–1937) mit Vorgängerkapelle. | D-3-6840-0058 |      |

### Gemarkung Wetterfeld
| Lage                  | Objekt | Akten-Nr.     | Bild |
| --------------------- | --- | ------------- | ---- |
| Wetterfeld (Standort) | Spätpaläolithische und mesolithische Freilandstation. | D-3-6741-0030 |      |
| Wetterfeld (Standort) | Mesolithische Freilandstation. | D-3-6741-0070 |      |
| Wetterfeld (Standort) | Mesolithische Freilandstation, vorgeschichtliche Siedlung. | D-3-6741-0071 |      |
| Wetterfeld (Standort) | Mesolithische Freilandstation, vorgeschichtliche Siedlung. | D-3-6741-0072 |      |
| Wetterfeld (Standort) | Mesolithische Freilandstation, vorgeschichtliche Siedlung. | D-3-6741-0078 |      |
| Wetterfeld (Standort) | Archäologische Befunde im Bereich des mittelalterlichen Burg und des frühneuzeitlichen Alten Schlosses von Wetterfeld. | D-3-6741-0079 |      |
| Wetterfeld (Standort) | Archäologische Befunde der frühen Neuzeit im Bereich des ehemaligen Neuen Schlosses in Wetterfeld. | D-3-6741-0080 |      |
| Wetterfeld (Standort) | Mesolithische Freilandstation, Siedlungen der Bronzezeit und der Latènezeit. | D-3-6741-0081 |      |
| Wetterfeld (Standort) | Archäologische Befunde des Mittelalters und der frühen Neuzeit im Bereich der Katholischen Filialkirche und ehemaligen Burgkapelle St. Ulrich in Wetterfeld, darunter die Spuren von Vorgängerbauten bzw. älterer Bauphasen. | D-3-6741-0104 |      |

### Gemarkung Wiesing
| Lage               | Objekt | Akten-Nr.     | Bild |
| ------------------ | --- | ------------- | ---- |
| Wiesing (Standort) | Frühmittelalterlicher Bestattungsplatz.                                                                           | D-3-6840-0019 |      |
| Wiesing (Standort) | Mesolithische Freilandstation, Siedlungen der Jungsteinzeit und der Urnenfelderzeit.                              | D-3-6840-0031 |      |
| Wiesing (Standort) | Spätpaläolithische und mesolithische Freilandstation, vorgeschichtliche Siedlung.                                 | D-3-6840-0032 |      |
| Wiesing (Standort) | Spätpaläolithische und mesolithische Freilandstation, Siedlung der Späthallstatt-/Frühlatènezeit.                 | D-3-6840-0033 |      |
| Wiesing (Standort) | Archäologische Befunde des abgegangenen spätmittelalterlichen und frühneuzeitlichen Hofmarkschlosses von Wiesing. | D-3-6840-0088 |      |

### Gemarkung Ziehring
| Lage                | Objekt                                                                                                | Akten-Nr.     | Bild |
| ------------------- | --- | ------------- | ---- |
| Ziehring (Standort) | Mesolithische Freilandstation, Siedlungen der Jungsteinzeit und der Spätbronze- bzw. Urnenfelderzeit. | D-3-6840-0030 |      |
| Ziehring (Standort) | Mesolithische Freilandstation, Siedlung der Frühlatènezeit.                                           | D-3-6841-0028 |      |
| Ziehring (Standort) | Mesolithische Freilandstation, vorgeschichtliche Siedlung.                                            | D-3-6841-0029 |      |
| Ziehring (Standort) | Mesolithische Freilandstation, vorgeschichtliche Siedlung.                                            | D-3-6841-0032 |      |
| Ziehring (Standort) | Mesolithische Freilandstation.                                                                        | D-3-6841-0033 |      |
| Ziehring (Standort) | Spätpaläolithische und mesolithische Freilandstation.                                                 | D-3-6841-0034 |      |

### Gemarkung Zimmering
| Lage                 | Objekt                         | Akten-Nr.     | Bild |
| -------------------- | ------------------------------ | ------------- | ---- |
| Zimmering (Standort) | Mittelalterliche Turmstelle.   | D-3-6840-0087 |      |
| Zimmering (Standort) | Mesolithische Freilandstation. | D-3-6841-0043 |      |